# Terra Indígena

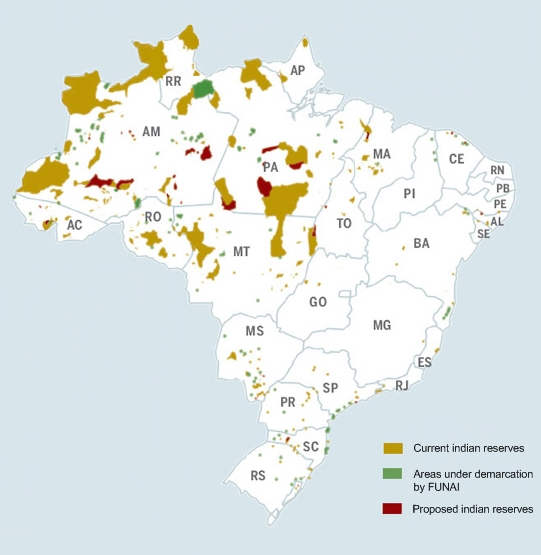
Karte der Terras Indígenas Brasiliens
Legende: gelblich: gegenwärtige Reservate; grünlich: abgegrenzte Gebiete unter Verwaltung der FUNAI; rötlich: geplante Reservatsgebiete

Terras Indígenas (TI) sind in Brasilien Schutzgebiete der Indigenen Völker, in Deutschland oft als „Indianerreservate“ bezeichnet. In Brasilien gibt es 725 Terras Indígenas, von denen 487 den Anerkennungsprozess vollständig durchlaufen haben.

## Geschichte
Mit der Gründung des SPI im Jahr 1910 wurde eine Behörde zum Schutz der Indigenen geschaffen. Hauptziel war jedoch eine Eingliederung der Indigenen in die brasilianische Gesellschaft. Mit einer Ergänzung zur Verfassung wurde 1934 den Indigenen erstmals ein Recht auf die von ihnen bewohnten Territorien garantiert.
1961 wurde auf Betreiben von Orlando Villas Bôas, seinen Brüdern, Cândido Rondon, dem Gründer des SPI und Darcy Ribeiro der Nationalpark Oberer Rio Xingu zunächst als gemischtes Schutzgebiet zum Schutz der Indigenen und der Natur geschaffen und 1968 mit der Umwandlung zum Parque Indígena do Xingu auf den Schutz der Indigenen fokussiert. Heute lautet die offizielle Bezeichnung Terra Indígena Parque Rio Xingu.
Mit dem Estatuto do Índio von 1973 und der Verfassung von 1988 wurde die Schaffung der Terras Indígenas rechtlich festgeschrieben. In der Verfassung wurde zunächst eine Frist von fünf Jahren festgelegt, in der alle Anerkennungsprozesse abgeschlossen sein sollten. Die heute gültige Gesetzeslage stammt aus dem Jahr 1996.

## Rechtliches
Die territorialen Rechte der Indigenen beruhen nicht nur auf der aktuellen Gesetzeslage, sondern wurden darüber hinaus im Estatuto do Índio und der Verfassung garantiert. Schon im Estatuto do Índio werden Gesetze und Verträge, die dem territorialen Recht der Indigenen widersprechen, als null und nichtig erklärt.

### Terras Indígenas
Die Territorien der Indigenen sind Teil der Föderalen Republik Brasilien und zählen zu ihrem Besitz. Der Schutz der Terras Indígenas liegt in Zuständigkeit der Indigenen und der Bundesbehörden FUNAI, dem Ministério Público Federal und der Polícia Federal do Brasil. Organe der jeweiligen Bundesstaaten haben dagegen keinerlei Befugnis
Terras Indígenas sind unveräußerlicher Besitz der indigenen Völker, nicht der Einzelpersonen, genau wie das Recht, die Territorien zu bewirtschaften und Nutzen daraus zu ziehen, was mit wenigen Einschränkungen ihrer freien Bestimmung unterliegt. Die Beteiligung von Nicht-Indigenen an Nutzung und Gewinn ist (Stand August 2021) nicht möglich. Nur in den Bereichen von Bergbau und Wasserwirtschaft bedarf die Bewirtschaftung einer Genehmigung durch bundesstaatliche Behörden.

### Anerkennung von Territorien
Der Ablauf der Anerkennung indigener Territorien erfolgt seit dem Estatuto do Índio in festgelegten Schritten. Der aktuell gültige Ablauf beruht auf dem Dekret 1.775 vom Januar 1996 und besteht aus sieben Schritten:
Schritt 1: Die FUNAI ernennt einen qualifizierten und anerkannten Anthropologen, der eine anthropologische Studie zur Identifikation der betreffenden Terra Indígena leitet. Die Erarbeitung wird von einem Team aus Spezialisten der FUNAI in den Bereichen Ethno-Historik, Soziologie, Juristik, Kartografie und Umwelt durchgeführt. Abschließend legt die Gruppe einen Bericht vor, aus dem die Charakteristika des Terra Indígena hervorgeht.
Schritt 2: Der Bericht wird vom Präsidenten der FUNAI genehmigt und innerhalb von 15 Tagen sowohl im Anzeiger der Bundesrepublik als auch im Anzeiger der zuständigen Untereinheit veröffentlicht sowie am Sitz der lokalen Präfektur ausgehängt.
Schritt 3: Mit der Veröffentlichung des Berichts beginnt eine Frist von 90 Tagen, in der Interessierte den Bericht einsehen und sich dazu äußern können. Dabei können Gründe vorgebracht werden, um eine Entschädigung geltend zu machen oder Mängel am Bericht darzulegen. Nach Ablauf der 90 Tage hat wiederum die FUNAI eine Frist von 60 Tagen, Gutachten über die Darlegungen der Interessierten zu erstellen und mit den Prozessunterlagen beim Justizministerium einzureichen.
Schritt 4: Das Justizministerium hat jetzt 30 Tage, um entweder anzuordnen, das Gebiet physikalisch abzugrenzen, Auflagen auszusprechen, die innerhalb von 90 Tagen zu erfüllen sind, oder die Identifikation anzulehnen und gemäß Artikel 231 der Verfassung die Ablehnung zu veröffentlichen.
Schritt 5: Die FUNAI führt die physikalische Abgrenzung durch. (In der Regel wird das Gebiet mit Schildern gekennzeichnet und der Zugang für Unbefugte verboten.) Die INCRA (Institut für Kolonisierung und Landreform) ist gegebenenfalls dafür zuständig, in dem Gebiet lebende nicht-indigene Personen umzusiedeln.
Schritt 6: Schließlich soll der Prozess der Demarkation dem Präsidenten der Republik unterbreitet werden, um die Homologation per Dekret zu veröffentlichen.
Schritt 7: Innerhalb von 30 Tagen nach der Homologation ist die Demarkation in den örtlichen Grundbüchern und dem Amt für Besitz der Bundesrepublik Brasilien einzutragen.